# Parade of the Athletes
Parade of the Athletes – album holenderskiego DJ-a Tiësto wydany 18 października 2004 roku. Został przygotowany jako skrót seta, który Tiësto zagrał podczas ceremonii otwarcia Letnich Igrzysk Olimpijskich w Atenach, która miała miejsce 13 sierpnia tegoż roku. Był to pierwszy raz, gdy DJ-a zaproszono, aby zagrał podczas ceremonii otwarcia igrzysk. Wszystkie utwory znajdujące się na płycie zostały skomponowane przez Tiësto, poza "Adagio for Strings", które jest remiksem utworu muzyki poważnej skomponowanego przez Samuela Barbera, oraz "Athena", która jest remiksem Adagio Albinoniego. Wydano także niezmiksowaną wersję albumu.

## Lista utworów
1. Heroes – 8:36
2. Breda 8Pm (DJ Montana Edit) – 6:43
3. Acient History – 6:06
4. Traffic – 4:10
5. Euphoria – 6:06
6. Athena – 6:17
7. Olympic Flame – 5:34
8. Lethal Industry – 4:36
9. Coming Home – 6:28
10. Adagio for Strings – 5:57
11. Victorious – 4:38
12. Forever Today – 7:06